# جياني ميرلو
جياني ميرلو (بالإيطالية: Gianni Merlo)‏ هو صحفي إيطالي، ولد في 16 أبريل 1947 في فيدجيفانو في إيطاليا.